# KHTML
KHTML je renderovací jádro vyvíjené v rámci projektu KDE. Je napsáno v jazyce C++, licencováno pod LGPL a v KDE je od verze 2. Je postaveno na frameworku KPart a využívá jej webový prohlížeč Konqueror, který je součástí KDE. Na KHTML je též založen webový prohlížeč Swift a RSS čtečka Akregator.

## Podpora webových standardů
Následující standardy jsou jádrem podporovány:
- HTML 4.01
- Částečná podpora HTML 5
- CSS 1
- CSS 2.1
- CSS 3 selektory a částečně i jiné vlastnosti
- Grafické formáty PNG, MNG, JPEG, GIF
- DOM 1, 2 a částečně 3
- ECMA-262/JavaScript 1.5
- Částečná podpora SVG

## KHTML a Apple
Renderovací jádro KHTML bylo v roce 2002 převzato firmou Apple pro jeho webový prohlížeč Safari. Renderovací jádro Safari je známé jako WebCore a WebKit. Vývoj jádra pro Safari však znemožňoval efektivně zahrnovat modifikace zpět do KHTML, což se hlavně projevilo při backportu změn, které Safari umožnily projít Acid2 testem. Po vzájemné diskusi vývojářů byl tento problém vyřešen.